# مونيكا ديتفيلر
مونيكا ديتفيلر (Monika Dettwiler) (ولدت في 17 أبريل 1948) هي صحفية وكاتبة سويسرية إيطالية.

## حياتها
ولدت مونيكا ديتفيلر في زيورخ في 17 أبريل 1948. درست التاريخ وتاريخ الفن وعلم الآثار في روما، حيث عملت في البداية كصحفية ومنظمة جولات ثقافية.
نُشرت روايتها الأولى "حرائق بيرن" "Berner Lauffeuer" عام 1998 وكانت على قائمة أفضل الكتب مبيعًا في قائمة (اتحاد بائعي الكتب والناشرين السويسريين) لمدة خمسة أشهر.
في عام 1999، عادت ديتفيلر إلى سويسرا. عملت كصحفية في صحيفة "ريفورميرته بريسه" بدءاً من عام 2000 وكانت رئيسة التحرير المساعدة من عام 2007 حتى تقاعدها في عام 2013. 

## كتبها

### الروايات
- حرائق بيرن - 1998
- ختم القوة -2000
- التدفق الذهبي - 2003
- حرائق بحرية - 2008
- رياح من الشمال الغربي - 2012

## روابط خارجية
- الموقع الرسمي